# Sullivan City
Sullivan City – miasto w Stanach Zjednoczonych, w stanie Teksas, w hrabstwie Hidalgo.